# Calonotos phlegmon
Calonotos phlegmon är en fjärilsart som beskrevs av Pieter Cramer 1775. Calonotos phlegmon ingår i släktet Calonotos och familjen björnspinnare. Inga underarter finns listade i Catalogue of Life.

## Bildgalleri

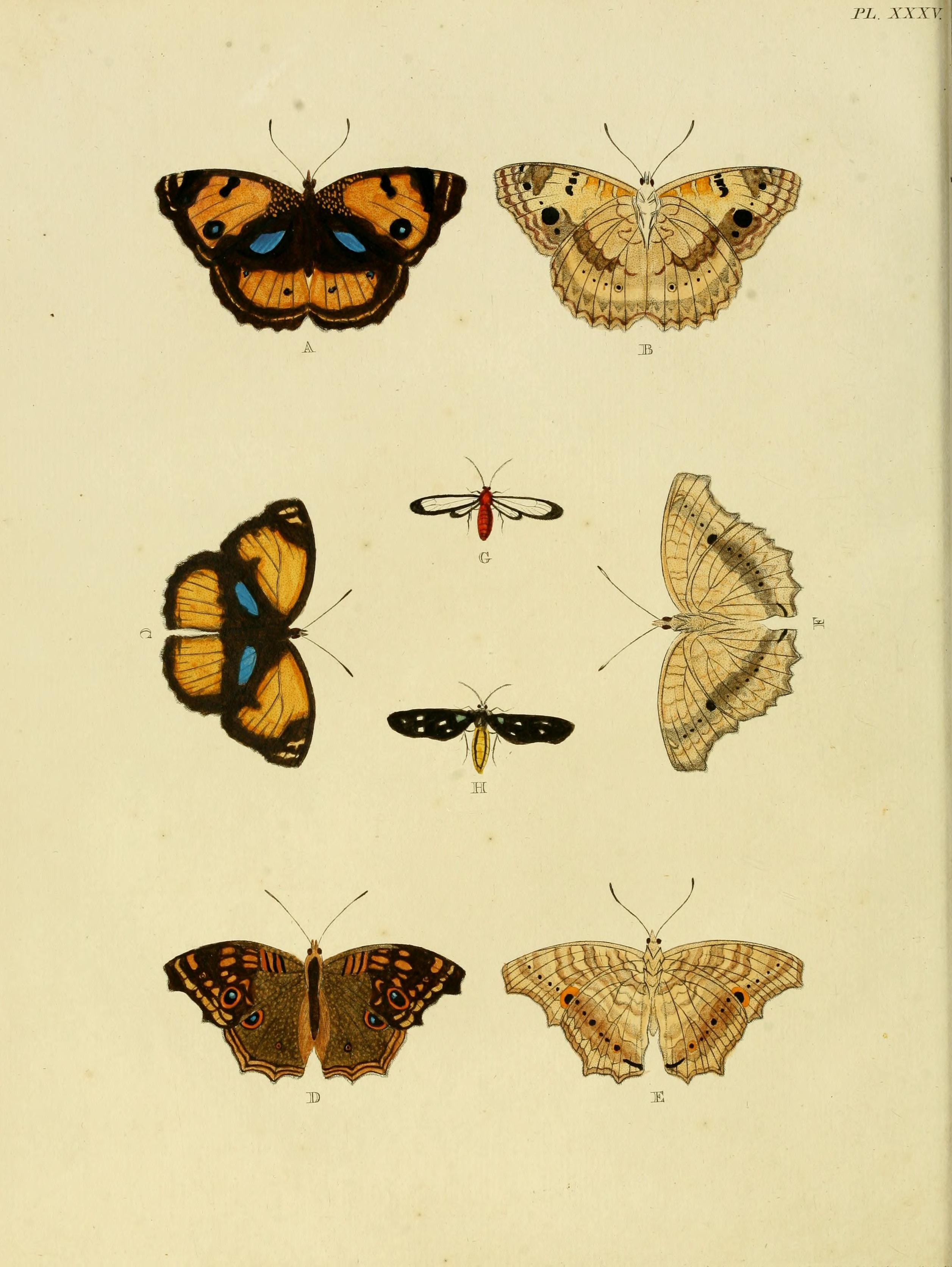